# Dům čp. 35 (Nedvědice)
Dům čp. 35 je obytný dům pocházející pravděpodobně z 16. století, situovaný v centru městysu Nedvědice v okrese Brno-venkov. Dům je od roku 2010 chráněn jako kulturní památka a pod památkovou ochranou je také stodola s pilířovou konstrukcí a dřevěnými výplněmi, která pochází z 2. poloviny 19. století.
Jedná se o rodný dům druhoválečného odbojáře Eduarda Berky, který má na domě umístěnou pamětní desku.

## Historie
Jedná se patrně o nejstarší dochovaný dům v městysu, rok zbudování ovšem není přesně znám. Lze předpokládat, že dům již stál v 80. letech 16. století (snad v roce 1582), některé stavební fragmenty jsou nicméně pravděpodobně ještě starší.
V průběhu rekonstrukce v roce 2008 byla na uličním průčelí stavby nalezena renesanční malba. Zachovány jsou pouze její fragmenty – částí v blízkosti oken a při zemi byly dříve vysekány. V domě byly v rámci rekonstrukce nalezeny také kachle kamen ze 16. století, pod podlahou keramické nádoby a na domě pivovarnické znamení.

## Malba na fasádě
Přestože zachované fragmenty malby tvoří asi jen čtvrtinu původního rozsahu, hlavní motivy jsou dobře patrné. Centrálním námětem je starozákonní scéna s měděným hadem a Mojžíšem. Nad tímto výjevem je pelikán, který si zobákem drásá hruď, a pod ním figura zajíce, který hraje (pravděpodobně) na housle. Další zajíc, sedící na snopu sena a hrající na dudy, je umístěn vlevo. Muzicírování zvířat snad může být symbolem pomíjivosti.